# 棒花鱼
棒花鱼（学名：Abbottina rivularis）为輻鰭魚綱鯉形目鲤科棒花鱼属的鱼类，俗名爬虎鱼、推沙、沙锤。其种加词“rivularis”意为“溪边的”。广泛分布于中国东部黑龙江至珠江等水系，及朝鲜西部、日本本州西部及九州。體長可達11公分，主要生活于平原河流水清以及沙底处。